# Adrana exoptata
Adrana exoptata – gatunek małża morskiego należącego do podgromady pierwoskrzelnych.
Muszla wielkości: 2,0 cm, szerokość 0,6 cm, średnica 0,3 cm, kształtu wydłużonego. Występuje na głębokości od 7 do 48 metrów.
Są rozdzielnopłciowe, bez zaznaczonych różnic płciowych w budowie muszli. Odżywiają się planktonem oraz detrytusem.
Występuje w Meksyku.